# Dočesná (festival)

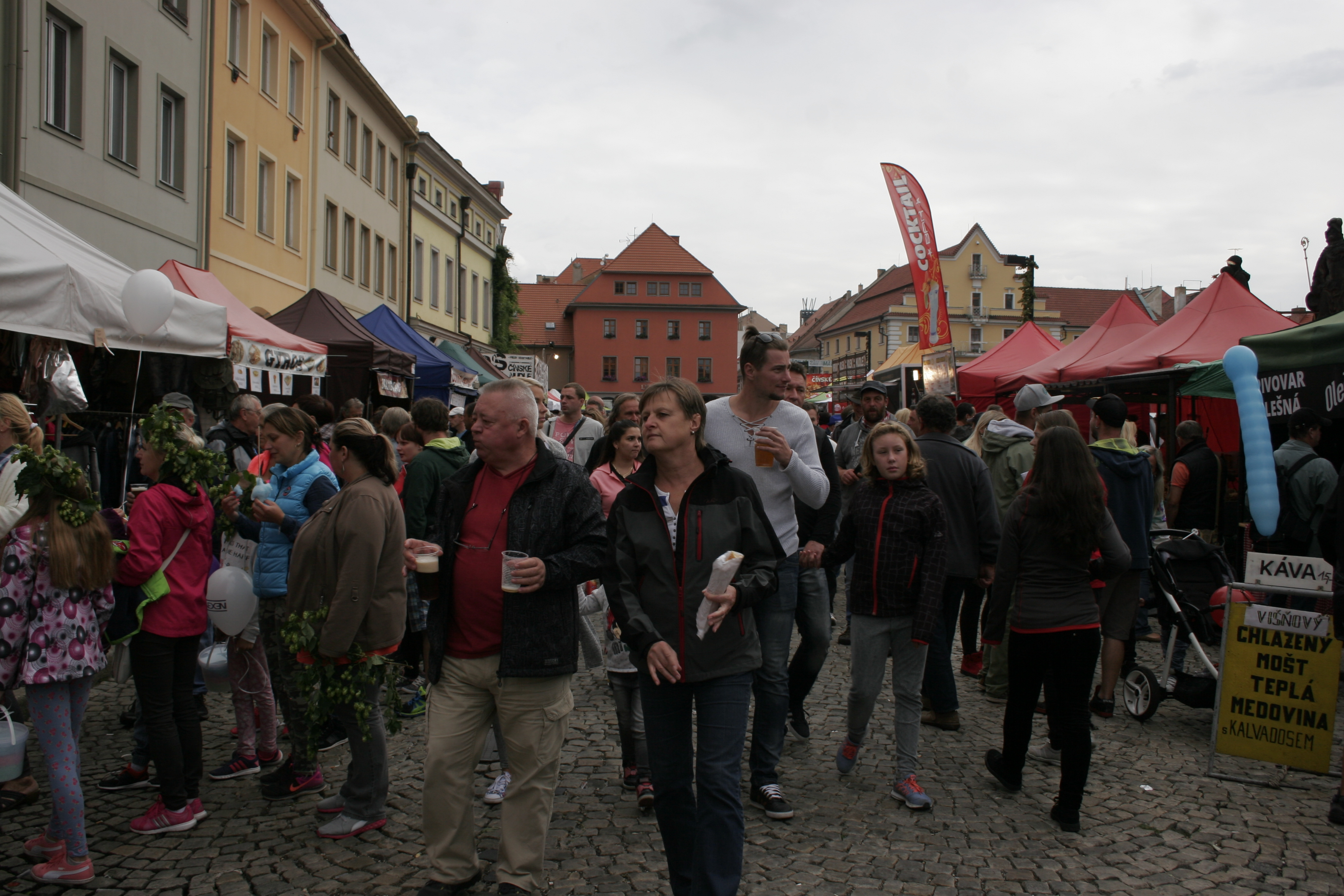
Dočesná 2017

Dočesná (též Žatecká dočesná) jsou slavnosti chmele a piva v Žatci (okres Louny). Pořadatelem je Městské divadlo Žatec. V posledních letech se konají na Náměstí Svobody. Obvykle se zde představí přes 50 pivovarů, které prezentují okolo 120 druhů piv. Pořádá se odborná degustace, které se zúčastní 15–20 pivovarů, 50 vzorků piva a kolem 120 degustátorů z řad laické i odborné veřejnosti. Výsledky degustace jsou vyhlašovány na hlavním pódiu akce.
Původně akce vznikla na oslavu dočesání posledního chmelového štoku. V současné době jde o kulturní akci, na dvou hlavních pódiích se střídají hudební kapely různých žánrů, probíhají soutěže – chmelové i pivní – například ruční česání chmele a tanec s korbelem piva na hlavě. Program doplňuje historická divadelní scénka, která je ukončena pasováním vybraného pěstitele do rytířského stavu a jeho dekorování chmelovým věncem, dále slavnostním naražením pivního sudu a strhnutí posledního štoku. Další dvě pódia jsou určena pro doprovodný program. První poskytuje přes den program pro děti, ve večerních hodinách vystoupení amatérských rockových kapel, druhé je zaměřeno na country a folkovou hudbu. Program dále doplňují různé výstavy, burzy a turnaje. Vstup je zdarma.

## Historie
Dočesná je slavnost chmele a piva pořádaná královským městem Žatec. Má dlouhotrvající historii, a zároveň se jedná o nejpopulárnější akci podobného charakteru. Mezi hlavní body programu patří kulturní vystoupení různých umělců, jedná se jak o významné české pěvecké skupiny či sólisty, ale objevují se zde i hosté ze Slovenska, nebo dokonce z úplně cizích zemí. Dále také vystupují různé skupiny přímo ze Žatce, především mládežnické a dobrovolnické. V okolí centra města se nachází různé atrakce, a tak se postranní uličky centra města mění v jeden velký lunapark. Kromě stánků s různými druhy piva a jiného alkoholu se zde nachází i stánky s různými dárkovými předměty a jídlem. Nedaleko historického centra se každoročně nachází historické tržiště. Dochází také k neformálnímu setkání pivovarů, především těch, které vaří pivo z žateckého chmele, a zároveň k degustaci různých druhů piv. Akce je slavnostně zahajována vedením města a plakáty lákající na tuto akci jsou vyvěšovány po celém Ústeckém, Karlovarském a Středočeském kraji. Speciálním programem je soutěž v pití piva, vyhlášení nejhezčí dívky, takzvané miss chmel, také soutěž v česání piva a soutěž o nejlepší pivovar z pozvaných pivovarů, které mají své stánky právě v různých koutech historického centra města. Těchto pivovarů bývá zúčastněných většinou mezi 40 až 50, mezi rekordní roky se počítají ty, kdy dorazilo až na 60 pivovaru.

### Počátky Dočesné v Žatci
První velká Dočesná je zmíněna v městské kronice z roku 1830. Byla pořádána cechem vinařů (vinař od slova „vainer“ používaném ve středověku a v raném novověku, kdy se v Žatci kromě chmele pěstovalo hojně i víno, a toto označení pro chmelaře zůstalo, i samotný cech se přezdíval Weinerverrein a pěstoval jak chmel, tak i víno). Po roce 1848, kdy došlo k zrušení cechů, se pořádání ujal nově vzniklý spolek složený z odborníků na chmel a z drobných pěstitelů chmele. Tento spolek fungoval podobně jako většina dělnických spolků, kromě organizace různých akcí, jako byla právě Dočesná, se například staral i o řádné pohřby svých členů. Nejvydařenější Dočesná, kterou organizoval tento spolek, proběhla dle autora článku, Eduarda Weinera, v roce 1910.
Samotný chmel se v Žatci pěstoval už roku 1348 kdy je dochována smlouva o prodeji statku se zahradami a chmelnicemi. Dříve se v Žatci pěstovalo především víno. Za zmínku stojí i informace, že „v roce 1839 se v Čechách pěstoval chmel na ploše 9579 jiter, tj. 8582 hektarů. Z toho připadalo na Žatec 27% (…)“. 
Slavnosti se konaly většinou každý rok minimálně po celé 19. století, avšak v roce 1914 byl přerušeny a obnoveny až v roce 1919 z důvodu bojů první světové války. Dočesná probíhala v období první republiky, kdy ovšem z dalších článků čiší nespokojenost obyvatel se slavnostmi, které se podle nich nemohou rovnat těm dřívějším. V roce 1937 byla slavnost opět přerušena, blížila se totiž druhá světová válka, ovšem ihned po válce byla slavnost obnovena. Stalo se tak v roce 1946. Od roku 1956 získává každá Dočesná své pořadové číslo a oslavy získaly novodobý ráz. Nejprve se slavnostem říkalo německy (jelikož Žatec byl složen převážně z německého obyvatelstva, od středověku až do konce druhé světové války) Hopfenkranzfest, což lze přeložit jako „slavnost chmelového věnce“. Název Dočesná se začal používat až ve 20. století. Dříve se také oslav účastnil „chmelový král“, „král zelená šiška“, nebo také „král Gambrinus“. Konaly se různé soutěže a představení na téma příběhu této postavy, především stával v čele průvodu, v druhé polovině dvacátého století tento zvyk vymizel úplně.
V roce 1900 se Dočesná začala slavit 18. září. Tento rok byla údajně bohatá sklizeň. Průvod se ubíral celým historickým centrem města, které bylo zároveň naplněno velkým množstvím diváků. Celý průvod byl oblečen do různých masek, nejčastěji to ovšem bylo oblečení chmelařů z různých historických období. Na voze kromě různých ozdob vlál červený prapor, který měl symbolizovat veselý návrat z chmelnic. Většinou pak probíhalo slavností setkání s městským starostou na radnici, které bylo doprovázeno jeho oficiální řečí a následně posazením chmelového věnce na jeho hlavu od nejstarší vinařky, tentokrát ovšem starosta nebyl přítomen, proto jej zastoupil dokonce okresní hejtman.
Už před první světovou válkou probíhala Dočesná v okolních vesnicích. Ve zvyku bylo, že se pár dní předem připravovaly masky, vůz a další potřebné věci. Jakmile byl odtržen poslední chmelový stonek, zpravidla se schválně nechával ten nejhezčí, byl jím ozdoben věnec a vyrazilo se do vesnice, popřípadě k důležitému statkáři. Po cestě se pilo a zpívalo. Stejně tak jako právě na místě ukončení průvodu, kde se přidal i tanec a oficiální proslov od statkáře. Často býval i odměněn nejlepší česač. Oslavy končily až ráno, kdy se oslavující rozešli domů a probíhaly pouze práce spojené s uklizením chmelnic a odesláním posledního chmele do pivovaru.
Pozdější prameny ovšem starou Dočesnou tolik nevychvalují. Jedná se především o novinové články z 60. a pozdějších let dvacátého století. Jediné, co vyzdvihují, je fakt, že dočesnou slavily všechny okolní vesnice z celého chmelařského okresu, což se v jejich době dodržovalo pouze v některých větších nebo vybraných vesnicích. Také vyzdvihly fakt, že docházeli nákupčí z celého světa (Nizozemska, Belgie, Švédska a dalších), kupovali žatecký chmel a také od září do listopadu obývali žatecké hotely, čímž posilovali žateckou ekonomiku. Dále také samotný oslavují způsob, jakým se chmel česal. Česači pobývali většinou celou dobu sklizně přímo na chmelnici, kde si stavěli provizorní přístřešky. Jedlo se tam a pilo. Po večerech tančilo. A především se navazovaly dobré přátelské styky. Jmenuje také významné rodiny, které pořádaly vlastní malé dočesné: Fritschovi, Fantovi, Nožičkovi, Pezellenovi.

### Král Zelená Šiška
Pravidelně v průvodu přijížděl král Zelená šiška, někdy též nazýván chmelový král Gambrinus. Na jeho počest se také konala různá představení. Rozhodla jsem se k němu něco málo zjistit, jelikož král Zelená šiška nechyběl téměř na žádné Dočesné už od minulých století. Příběh o tomto králi praví, že kdysi žil jeden líný král, který zavazoval své poddané obrovskými požadavky ve sběru a pěstování chmele, ale sám se nikdy nepodílel na jakékoliv práci a jen se opíjel pivem. Nakonec se nechal oslavovat za úspěšnou sklizeň. Jednou se poddaní naštvali a dali ho do pytle, a potom si zvolili nového krále. Tohoto krále si vybrali z řady nejlepších česačů chmele a předali mu žezlo starého krále. A tato scénka většinou bývala alegoricky znázorněna.

### 2017 – 60. ročník
60. ročník Žatecké dočesné se uskutečnil od 1. do 2. září 2017. V kategorii Střední a velké pivovary zvítězil Pivovar Žatec, po něm následovaly pivovary Svijany, Bernard, Prazdroj a Suntory. V kategorii Minipivovary pak zvítězil Pivovar Zloun a na dalších místech se umístily pivovary Milénium, Chýše, Máša a Trilobit.

## Galerie

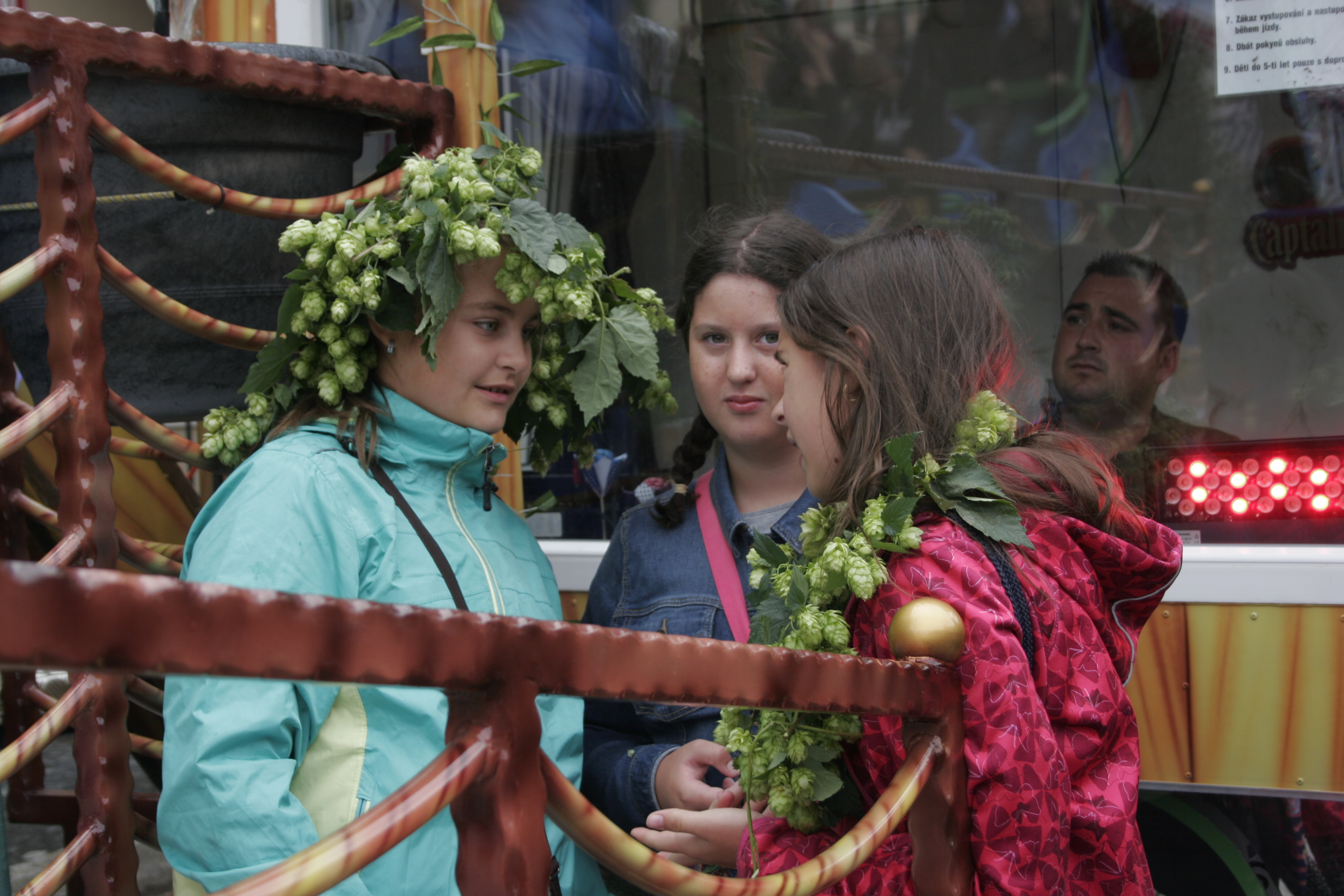
Věnečky z chmele (2017)
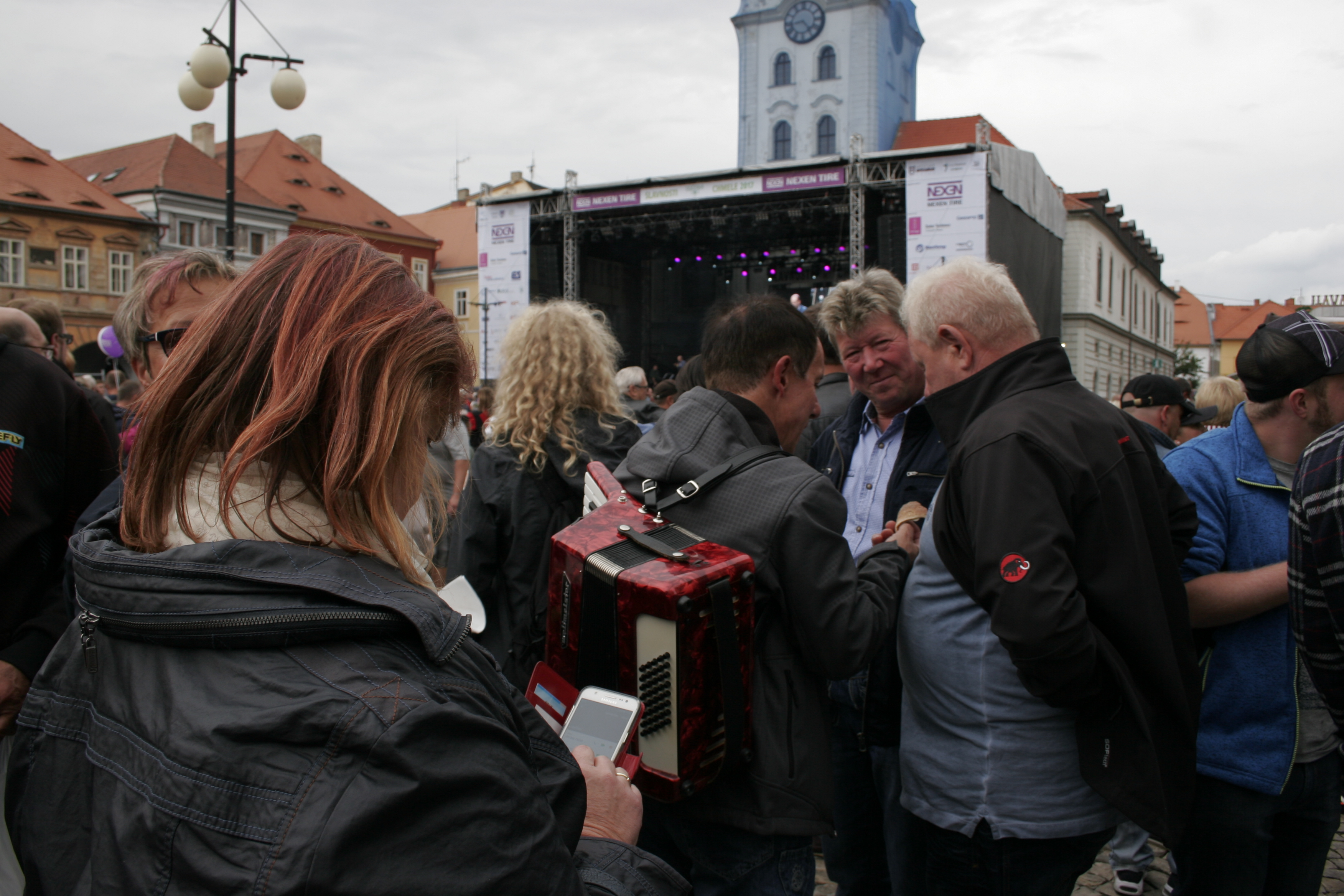
Pódium a davy lidí (2017)
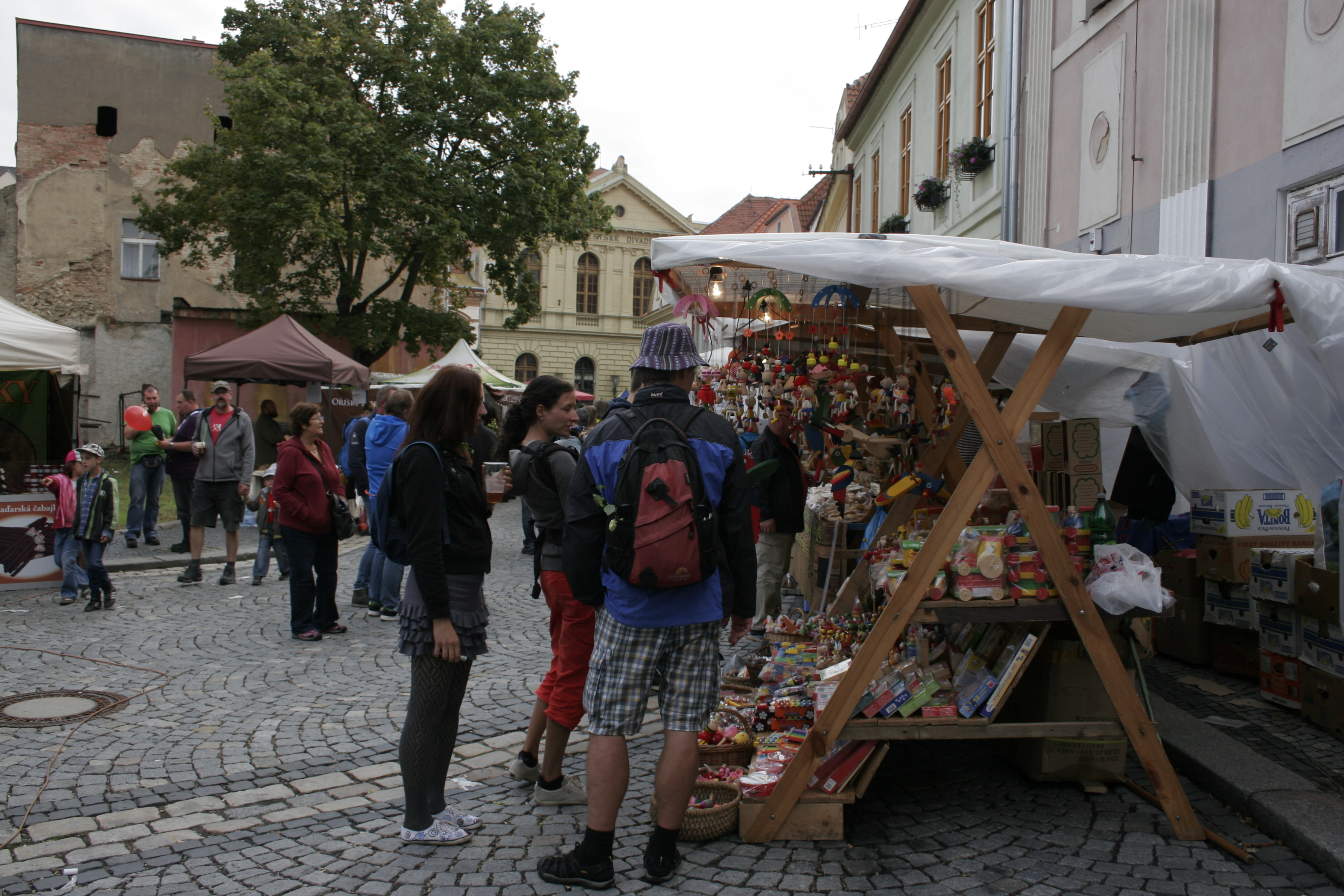
Trhy (2017)